# ボルセック
ボルセック（BORSEC）は、スパークリング・ナチュラルミネラルウォーターのブランド。
日本ではグローバルウォーターが輸入元。ペットボトルとグラスボトルの2種類が輸入されている。

## 概要
採水地「ボルセック」はルーマニア北部のカルパチア山脈の標高900m前後の広大な森林に囲まれた町である。
ボルセック村から勢いよく湧き出す鉱泉水は記録が残るだけでも、16世紀のころから治療用に利用されたといわれている。健康に良い評判だけでなく、独特のミネラルバランスと天然の活性炭がつくる豊かな味わいは広く知られるようになった。
16～18世紀に欧州に君臨したハプスブルク家御用達の由緒ある水であり、フランツ・ヨーゼフ1世に『ミネラルウォーターの女王』と称された。
“Borsec,The Queen of Mineral Waters”はボルセックの国際商標となっている。

## 成分
- カルシウム - 318（mg/l）
- マグネシウム - 108（mg/l）
- ナトリウム - 78（mg/l）
- カリウム -　18（mg/l）
- 重炭酸塩 - 1800（mg/l）
- サルフェート - 20（mg/l）
- pH（ペーハー） - 6.5

## 硬度
- 1237（硬水）